# Петтерссон, Аллан
Густав Аллан Петтерссон (швед. Gustav Allan Pettersson; 19 сентября 1911, замок Гнанхаммар, лен Уппсала — 20 июня 1980, Стокгольм) — шведский композитор, крупнейшая фигура скандинавской музыки XX века, один из ведущих симфонистов столетия.

## Биография
Родился в семье рабочего. Был младшим из четырёх сыновей. Детство Петтерссона прошло на окраине Стокгольма. Отец, работавший кузнецом, сильно пил, и семья жила в крайней бедности. Аллан Петтерссон учился в Королевской консерватории в Стокгольме по классу альта и скрипки (1930—1939), брал частные уроки композиции у Отто Ульссона и Карла Биргера Блумдаля. Выступал как альтист и тогда же начал писать музыку («Две элегии для скрипки и фортепиано», 1934). В 1939—1940 гг. совершенствовал своё мастерство альтиста в Париже у Мориса Вьё, в 1951—1953 гг. там же обучался композиции у Р. Лейбовица и А. Онеггера. По возвращении на родину в 1953 г. был госпитализирован с тяжелым полиартритом. Постоянно болел, в 1970 провел 9 месяцев в больнице. Вся его остальная жизнь, проведенная наедине с женой и почти без движения, прошла в борьбе с болезнью и напряженном, неистовом творчестве. Умер от рака.

## Творчество
Петтерссону принадлежат 17 симфоний (первая и последняя не завершены), струнный квартет (1949), кантата «Vox Humana» на тексты поэтов Латинской Америки (1974), семь сонат для двух скрипок, концерты для скрипки и альта с оркестром, три балета, вокальные сочинения («Босоногие песни» на собственные тексты, 1943—1945). Его тональная музыка глубоко драматична, зачастую мучительна, её иногда сопоставляют с музыкой Г. Уствольской.

## Признание и наследие
Международную известность Петтерссону принесло исполнение его Седьмой симфонии Стокгольмским филармоническим оркестром под управлением А.Дорати (1968). Однако его сочинения по-прежнему редко исполняются и не часто записываются. Активным пропагандистом музыки Петтерссона был Серджиу Комиссиона, которому композитор посвятил свою 9-ю симфонию.
С 1986 Обществом Петтерссона издается ежегодник, посвященный его наследию.